# 陳儀君
陳儀君（1973年7月2日—），中華民國政治人物，中國國民黨籍。畢業於臺北市立景美女子高級中學，國立台灣大學政治學系公共行政組學士，美國西北理工大學商業管理碩士，曾任改制前台北縣新店市市民代表、第一屆至第三屆新北市議會第八選區（新店區、深坑區、石碇區、坪林區、烏來區）市議員、新北市新女性協進會創會理事長、新北市青年發展協會理事長、中國國民黨中央黨部組發會婦女部主任、中國國民黨中央委員等，現任第四屆新北市議會第九選區（新店區、深坑區、石碇區、坪林區、烏來區）市議員、德音文教基金會董事長、新北市警察志工協進會理事長、新北市體育總會排舞委員會主委、新北市有機運銷合作社執行長、中國國民黨中央黨部文傳會副主委、中國國民黨中央委員等。著有《公民自習簿(2019)》、《老實服務(2022)》等專書。
陳儀君曾興辦2015年新店區達觀里參與式預算、2017年第一屆參與式預算新店500萬、2018年第二屆參與式預算新店500萬，為台灣第一個以市議員的「預算建議權」主辦參與式預算的先驅者。

## 外部連結
- 新北市議員【陳儀君】問政全紀錄- >> 儀君來了| 台灣e夢官網edreamtw.org  （页面存档备份，存于）
- 新北市議員．陳儀君（臉書粉絲專頁）
- 新北市議員．陳儀君（部落格） （页面存档备份，存于）
- YouTube上的陳儀君頻道